# 克氏平鮋
克氏平鮋為輻鰭魚綱鮋形目鮋亞目平鮋科的其中一種，為亞熱帶海水魚，分布於東北太平洋白令海至美國加州Santa Catalina島海域，棲息深度25-600公尺，體長可達58公分，棲息在軟底質底層水域，卵胎生，生活習性不明，可做為食用魚及遊釣魚。